# Wysoke (rejon tulczyński)
Wysoke (ukr. Високе; hist. pol. Krzyżopol, ukr. Крижопіль, Kryżopil) – wieś na Ukrainie w rejonie tulczyńskim obwodu winnickiego.
Znajduje tu się stacja kolejowa Kniażewe, położona na linii Żmerynka – Odessa.

## Historia
W XIX i w początkach XX w. Krzyżopol położony był w Rosji, w guberni podolskiej, w powiecie olhopolskim. Po I wojnie światowej w granicach Związku Sowieckiego. Od 1991 na niepodległej Ukrainie.
W 1964 zmieniono nazwę na obecną, dla odróżnienia od pobliskiego osiedla typu miejskiego Krzyżopol, powstałym przy stacji kolejowej o tej nazwie.

## Pałac
- pałac wybudowany w pierwszej połowie XIX w. w stylu willi włoskiej przez Jana Tarnawieckiego (zm. 1854)[3].